# Jean-Luc Balthazar
 (août 2024).
La mise en forme du texte ne suit pas les recommandations de Wikipédia : il faut le « wikifier ».
Les points d'amélioration suivants sont les cas les plus fréquents :
- Les titres sont pré-formatés par le logiciel. Ils ne sont ni en capitales, ni en gras.
- Le texte ne doit pas être écrit en capitales (les noms de famille non plus), ni en gras, ni en italique, ni en « petit »…
- Le gras n'est utilisé que pour surligner le titre de l'article dans l'introduction, une seule fois.
- L'italique est rarement utilisé : mots en langue étrangère, titres d'œuvres, noms de bateaux, etc.
- Les citations ne sont pas en italique mais en corps de texte normal. Elles sont entourées par des guillemets français : « et ».
- Les listes à puces sont à éviter, des paragraphes rédigés étant largement préférés. Les tableaux sont à réserver à la présentation de données structurées (résultats, etc.).
- Les appels de note de bas de page (petits chiffres en exposant, introduits par l'outil «  Source ») sont à placer entre la fin de phrase et le point final[comme ça].
- Les liens internes (vers d'autres articles de Wikipédia) sont à choisir avec parcimonie. Créez des liens vers des articles approfondissant le sujet. Les termes génériques sans rapport avec le sujet sont à éviter, ainsi que les répétitions de liens vers un même terme.
- Les liens externes sont à placer uniquement dans une section « Liens externes », à la fin de l'article. Ces liens sont à choisir avec parcimonie suivant les règles définies. Si un lien sert de source à l'article, son insertion dans le texte est à faire par les notes de bas de page.
- La présentation des références doit suivre les conventions bibliographiques. Il est recommandé d'utiliser les modèles {{Ouvrage}}, {{Chapitre}}, {{Article}}, {{Lien web}} et/ou {{Bibliographie}}. Le mode d'édition visuel peut mettre en forme automatiquement les références.
- Insérer une infobox (cadre d'informations à droite) n'est pas obligatoire pour parachever la mise en page.

Pour une aide détaillée, merci de consulter Aide:Wikification.
Si vous pensez que ces points ont été résolus, vous pouvez retirer ce bandeau et améliorer la mise en forme d'un autre article.
Pour les articles homonymes, voir Balthazar.
Jean-Luc Balthazar est un compositeur, chef d'orchestre et pédagogue belge, né à Namur le 14 décembre 1942 et mort à Lustin le 11 septembre 2013.

## Biographie
Jean-Luc Balthazar est issu d'une lignée de musiciens et de facteurs d'instruments. Son arrière-grand-père, Henry Mathias Balthasar-Florence (nl) a fait ses études au Conservatoire royal de Bruxelles où il a été l'élève de François-Joseph Fétis. Il a également fondé une manufacture de pianos, d'harmoniums et orgues. Organisateur de concerts, le Conservatoire de Namur porte son nom.   
Pianiste et compositeur, le père de Jean-Luc Balthazar, Willy Balthazar est lui aussi issu du Conservatoire de Bruxelles où il eut pour maîtres Joseph Jongen, Marcel Quinet et Jean Absil. Il a occupé les postes de professeur au Conservatoire royal de Bruxelles et de directeur du Conservatoire de Namur.   
À l'image de son père, Jean-Luc Balthazar effectue ses études musicales au Conservatoire royal de Bruxelles. Il y obtient les prix de piano, histoire de la musique, harmonie, contrepoint et fugue. Il complète sa formation de compositeur auprès de son père et d'Alexandre Myrat, pour la direction d'orchestre.   
La pédagogie devient vite une de ses activités principales. Après avoir enseigné à l'IMEP et au Conservatoire royal de Mons, il devient, en 1979, professeur de contrepoint au Conservatoire royal de Bruxelles et directeur du Conservatoire de Namur.
En qualité de chef d'orchestre, à partir de 1976, il dirige le Namur Chamber Orchestra. Il se produit également comme chef invité, en particulier avec l’Ensemble Symphonique de Neuchâtel (Suisse).
En tant que compositeur, Jean-Luc Balthazar est l'auteur de pièces pour instruments solistes (piano, guitare, flûte, saxophone) ainsi que pour formations de chambre ou petits ensembles (orchestre à cordes, fanfare). Il a également écrit des pièces à caractère pédagogique.

## Hommage
En souvenir de Willy et Jean-Luc Balthazar, le Conservatoire de Namur leur a dédié l'Espace Baltazar.